# Literaturjahr 1858
Liste der Literaturjahre

◄ | 1854 | 1855 | 1856 | 1857 | Literaturjahr 1858 | 1859 | 1860 | 1861 | 1862 | ► | ►►

Weitere Ereignisse
Dieser Artikel behandelt das Literaturjahr 1858.

## Ereignisse

### Prosa
- Mary Anne Evans veröffentlicht unter dem männlichen Pseudonym George Eliot die drei Kurzgeschichten The Sad Fortunes of the Reverend Amos Barton, Mr. Gilfil’s Love Story und Janet’s Repentance, die bereits im Vorjahr im Blackwood’s Edinburgh Magazine erschienen sind, unter dem Titel Scenes of Clerical Life. Sie feiert damit ihren ersten literarischen Erfolg.
- Thomas Bulfinch veröffentlicht in Boston The Age of Chivalry.

### Lyrik
- 1857/58: Francis James Child veröffentlicht die erste Ausgabe der von ihm gesammelten Child Ballads.

### Drama
- 5. Dezember: Das Münchner Marionettentheater gibt mit Prinz Rosenroth und Prinzessin Lilienweiß oder die bezauberte Lilie seine erste Vorstellung. Es gilt als älteste stationäre Bühne für Marionetten im deutschsprachigen Gebiet.

- Der französische Dramatiker Henri Meilhac verfasst das Stück L'autographe.

### Periodika
- Oktober: Der evangelische Theologe Carl Grüneisen, der Jurist und Kunsthistoriker Karl Schnaase und der Maler Julius Schnorr von Carolsfeld gründen in Stuttgart das Christliche Kunstblatt für Kirche, Schule und Haus, eine Kunstzeitschrift für evangelische Christen.

- Der Autor Friedrich Wilhelm Hackländer als Herausgeber und der Verleger und Buchhändler Eduard Hallberger gründen in Stuttgart das wöchentlich erscheinende illustrierte Unterhaltungsblatt Über Land und Meer.
- W. O. von Horn veröffentlicht erstmals die Monatsschrift Die Maje.

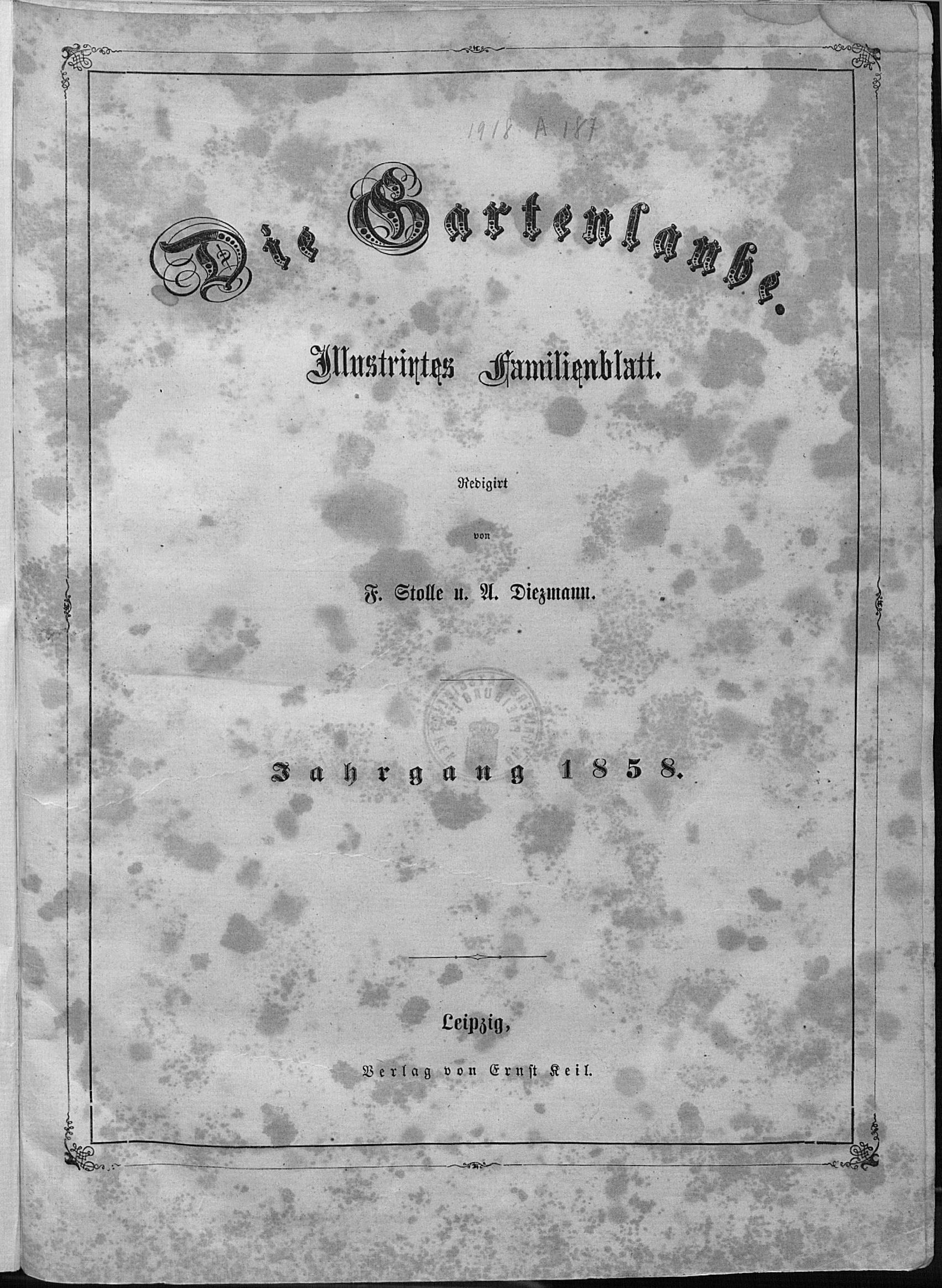
Die Gartenlaube 1858
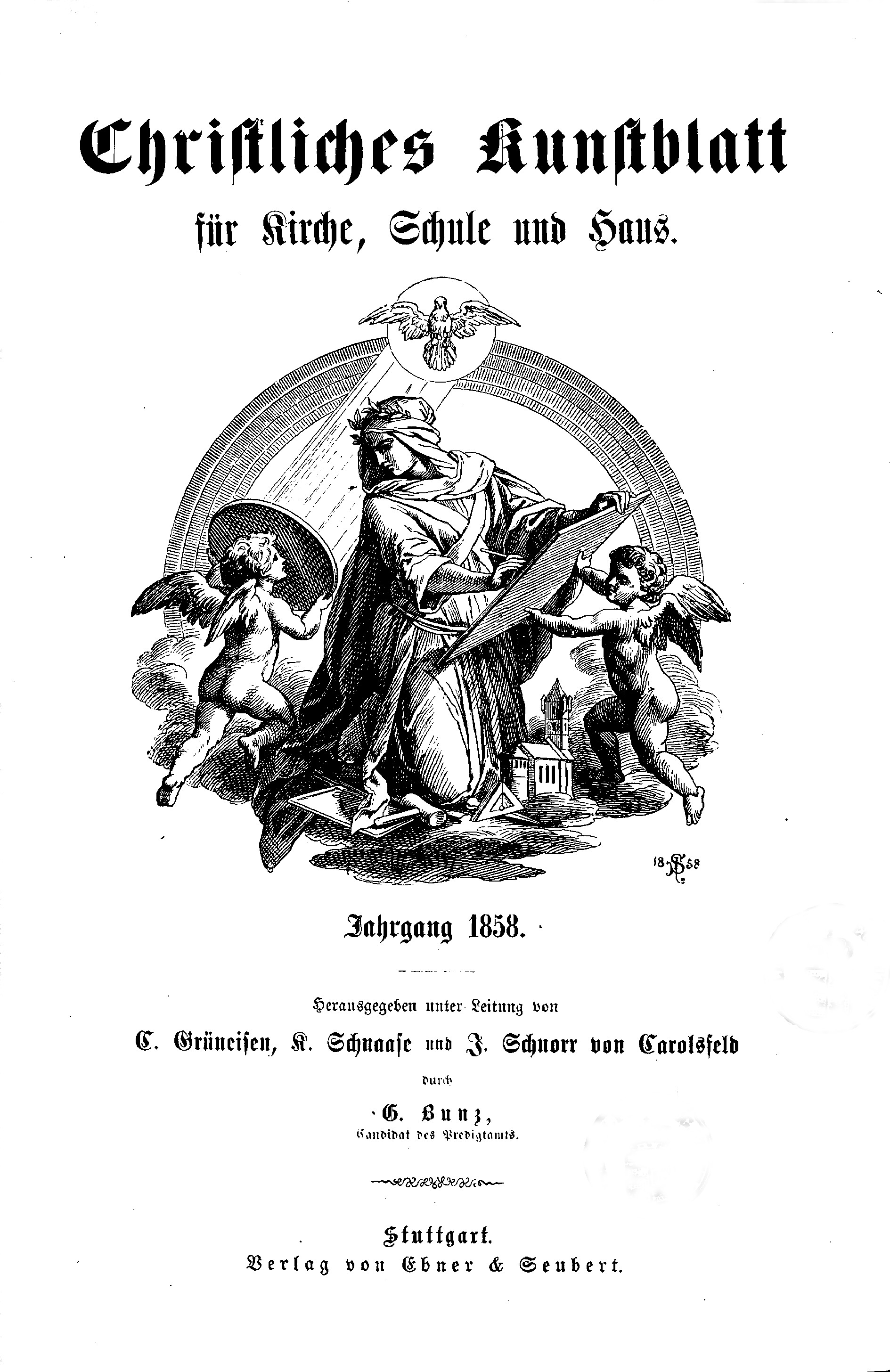
Christliches Kunstblatt

- Ferdinand Goetz übernimmt die Redaktion der Deutschen Turnzeitung von Ernst Keil.
- Die Bündner Zeitung stellt nach 28 Jahren ihr Erscheinen ein.

### Wissenschaftliche Werke
- August: Karl Marx beginnt mit der Arbeit an dem Text Zur Kritik der politischen Ökonomie, den er im Januar 1859 fertigstellen wird.
- November: Karl Marx vollendet in London das Werk Grundrisse der Kritik der politischen Ökonomie, das als eine der Vorarbeiten zu Das Kapital gilt. Die ökonomische Schrift, in der Marx erstmals seine Werttheorie und die Theorie des Mehrwert entwickelt, wird erst 1902 wiederentdeckt und veröffentlicht.

- Die erste Auflage des anatomischen Werks Gray’s Anatomy des britischen Mediziners Henry Gray erscheint.
- Friedrich August Quenstedt veröffentlicht sein paläontologisches Standardwerk Der Jura.
- Max Preßler löst mit seinem Buch Der rationelle Waldwirth und sein Waldbau des höchsten Ertrags eine bis ins erste Drittel des 20. Jahrhunderts andauernde forstwirtschaftliche Debatte um die Bodenreinertragslehre aus.

### Religion
- 3. Mai: In der Enzyklika Amantissimi redemptoris wendet sich Papst Pius IX. gegen die an einigen Orten beobachtete Entwicklung, dass die Messfeier nicht mehr der Priester praktiziert. Der Papst ermahnt alle Priester zur pflichtgemäßen Amtsausübung.

## Geboren
- 5. Januar: Gustaf af Geijerstam, schwedischer Schriftsteller († 1909)
- 7. Januar: Eliezer Ben-Jehuda, Journalist und Autor des ersten modernen hebräischen Wörterbuchs († 1922)

- 11. Februar: Johannes Bolte, deutscher Literaturwissenschaftler, Volkskundler und Erzählforscher († 1937)
- 23. Februar: Johann Peter, österreichischer Schriftsteller († 1935)

- 6. März: Gustav Wied, dänischer Schriftsteller († 1914)
- 6. März: Jiří Polívka, tschechischer Slawist, Literaturwissenschaftler und Folklorist († 1933)

- 3. April: Albert Samain, französischer Lyriker († 1900)
- 23. April: Ethel Smyth, englische Komponistin, Dirigentin, Schriftstellerin und Frauenrechtlerin († 1944)

- 11. Mai: Carl Hauptmann, deutscher Dramatiker und Schriftsteller († 1921)
- 28. Mai: Heinrich Wolf, deutscher Schriftsteller († 1942)

- 1. Juni: Ernesto Quesada, argentinischer Soziologe, Jurist, Publizist, Historiker und Sprachwissenschaftler († 1934)
- 25. Juni: Georges Courteline, französischer Schriftsteller († 1929)
- 15. Juli: Emmeline Pankhurst, britische feministische Theoretikerin und Philosophin († 1928)

- 4. August: Josef Armin, österreichischer Komiker, Coupletsänger und Bühnenautor († 1925)
- 16. August: Arthur Achleitner, deutscher Schriftsteller († 1927)
- 20. August: Fritz Skowronnek, deutscher Journalist und Schriftsteller († 1939)
- 12. September: Fernand Khnopff, belgischer Maler, Grafiker, Bildhauer und Kunstschriftsteller († 1921)
- 3. Oktober: Eleonora Duse, italienische Theaterschauspielerin († 1924)

- 7. November: Willibald Hentschel, deutscher Schriftsteller († 1947)
- 13. November: Edgar Steiger, Schweizer Schriftsteller († 1919)

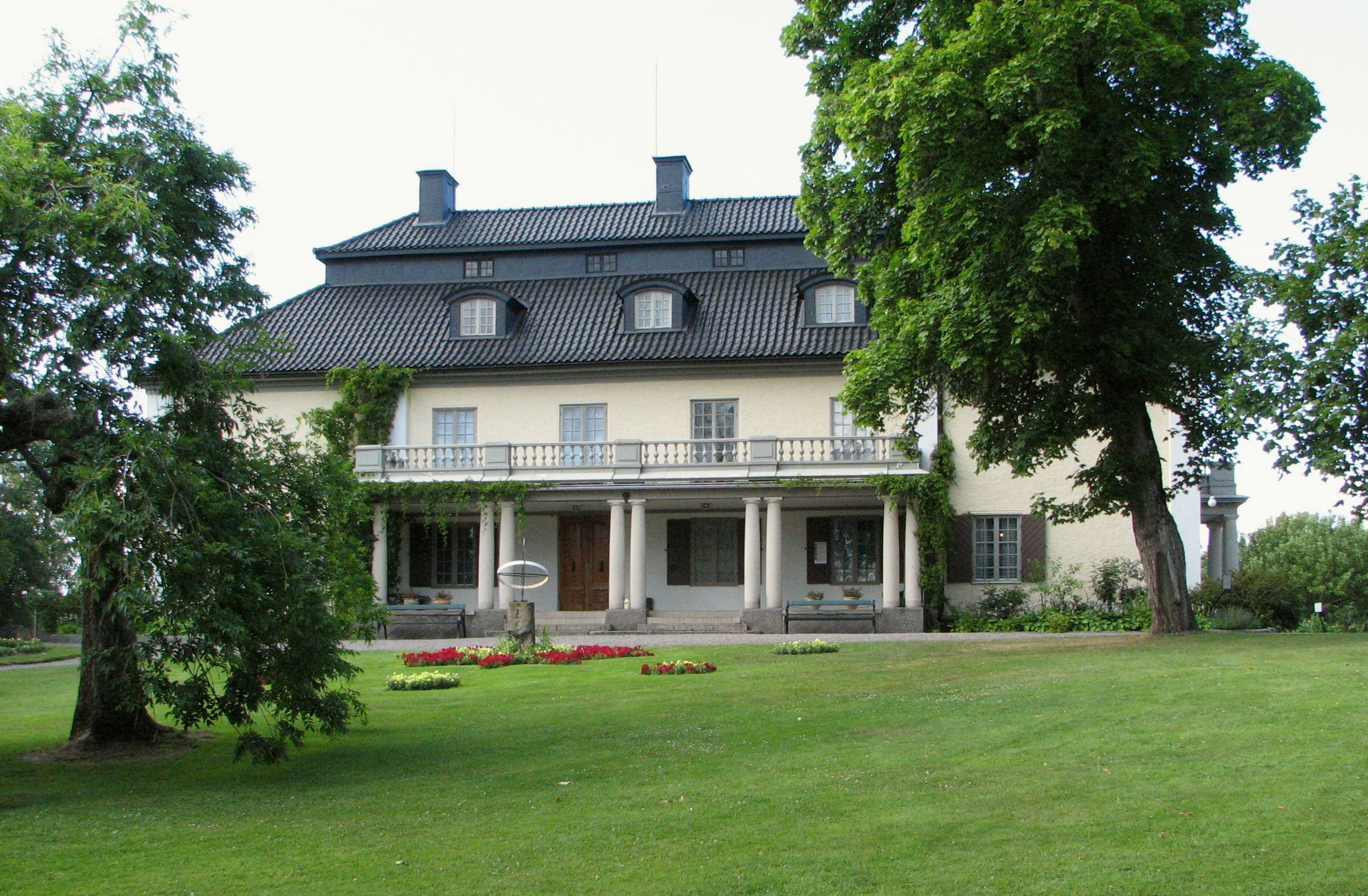
Selma Lagerlöfs Geburtshaus Mårbacka in Sunne

- 20. November: Selma Lagerlöf, schwedische Kinderbuchautorin († 1940)
- 24. November: Marie Bashkirtseff, russische Malerin, Schriftstellerin und Philosophin († 1884)

## Gestorben
- 3. Mai: Auguste Brizeux, französischer Schriftsteller (* 1803)
- 5. September: Moritz Gottlieb Saphir, österreichischer Schriftsteller, Journalist und Satiriker (* 1795)
- 25. September: Amalie Schoppe, deutsche Schriftstellerin (* 1791)

- 8. Oktober: Yanagawa Seigan, japanischer Dichter (* 1789)
- 10. Oktober: Karl August Varnhagen von Ense, deutscher Chronist und Biograph (* 1785)
- 27. Oktober: Ida Pfeiffer, österreichische Entdeckerin und Reiseschriftstellerin (* 1797)
- 15. November: Johanna Kinkel, deutsche Komponistin und Schriftstellerin (* 1810)